# Ismaël Diadié Haïdara
Pour les articles homonymes, voir Haïdara.
Ismaël Diadié Haïdara ou Ismaël Qûtti, né en mars 1957 à Bajindé (Tombouctou), est un écrivain poète malien et directeur de bibliothèque.

## Biographie
Il suit une première scolarité difficile, selon ses propres mots, à l’école dite Nomade puis à l’École Tin A Ten où il est renvoyé du premier cycle où il n’arrivait pas à passer son examen de passage de la sixième à la septième année, passage sanctionné par le diplôme du CEP qu'il n'a obtenu qu’après sa troisième tentative en 1972 ; il redouble sa septième au second cycle et passe par deux fois le DEF pour l'obtenir. 
Il écrit ses premiers vers à l'adolescence. À 20 ans, il devient membre de l’Union des écrivains du Mali et de l’Union des artistes du Mali. 
Diplômé de la section Art dramatique de l’Institut National des Arts de Bamako en 1981, en section Art dramatique, son mémoire consiste à monter avec les élèves de sa classe, le Sang des Masques de Seydou Badian Kouyaté.
Ismaël Diadié Haïdara travaille d'abord au  Ministère de la culture à Bamako en 1982 et passe un CAP comme maître de Second cycle en 1983 à la DRJSAC (Direction Régionale de la Jeunesse, des Sports, des Arts et de la Culture) à Farach dans le cercle de Goundam, puis au Centre de documentation et de recherche Ahmed-Baba (CEDRAB) de Tombouctou, avant de poursuivre ses études à l'ENSUP Philosophie en 1987, puis à l’Université de Grenade en Espagne en 1989 avec une bourse de la Coopération espagnole, où il est aujourd'hui chercheur.
Il déclare être descendant des Kâti et que son père a été adopté par un Haïdara (d'où son nom de famille) mais qu'en réalité, ils sont des Qûtti.
Il a trouvé d'anciens textes hébraïques parmi les archives historiques de la ville de Tombouctou et fait des recherches sur son propre passé en découvrant qu'il descendait de commerçants juifs marocains de la famille Abana. En interrogeant des anciens dans les villages de ses proches, il a également découvert que la connaissance de l'identité juive de la famille avait été préservée, en secret, par crainte de persécutions,. En 1993, il crée une organisation appelée Zakhor (« Souvenir »), Association de Tombouctou pour l'amitié avec le monde juif, qui est majoritairement composée de Maliens descendants de Juifs. Au fil des ans, une grande partie de l’histoire de la communauté juive malienne a été découverte, qui était autrefois dissimulée pour éviter la persécution,.
Polyglotte, il parle et écrit le français, l’espagnol, le latin, l’arabe et l’anglais.
Ismaël Diadié Haïdara est auteur de plusieurs ouvrages et articles publiés et/ou traduits en français en espagnol et en latin, quelquefois publiés sous son nom qu'il considère d'origine : Ismaël Qûtti.
Ismaël Diadié Haïdara/Qûtti est directeur de la bibliothèque de manuscrits Fondo Kati qu'il a fondée et qui est l’une des plus imposantes de la ville de Tombouctou. Il a ouvert une maison d’édition au sein de sa bibliothèque constituée de manuscrits écrits par les membres de sa propre famille, la famille Qûtti, et d'autres livres imprimés.
Il se réclame de la philosophie hédoniste.

## Distinctions
- Prix de la Fondation Roger-Garaudy pour la recherche historique en 1991 pour son ouvrage L’Espagne musulmane et l’Afrique subsaharienne

### Poésie
- Territoire de la douleur (1977),
- Le Chant équinoxial (1978),
- Comme une blessure éclatée dans les vannes du soleil (1979),
- Poèmes (1980-2000, inédit) ;
- « Le Tombeau de Jabès », Collectif Saluer Jabès, Paris, éd. Opales, 2000,  (ISBN 2908799480)

### Histoire
- Le Soufisme, Cordoba, 1990
- La Conquête du Songhay : les questions logistiques, Marrakech, 1992
- Les Morisques en Afrique subsaharienne, essai d’évaluation quantitative, Tunis, CEROMDI, 1993
- Tombouctou et les poètes de l’exil andalous, Zaghouan, 1994
- Le Pasha Jawdar et la conquête saadienne du Songhay (1591-1599), Rabat, 1996
- Quelques sources inédites relatives au commerce juif à Tombouctou au XIXe siècle, Milan, 1997
- L’Espagne musulmane et l’Afrique subsaharienne », Bamako, Editions Donniya, 1997
- Les Juifs à Tombouctou, Bamako, Éditions Donniya, 1999, 146 pp.[4],  (ISBN 9782911741166)

### Philosophie
- Statut du monde, Nécessité, Possibilité et contingence chez Ibn Arabi de Murcia, filosofía, Cordoba, 1992

- Analecta, filosofía (inédit)

### Articles
- « Les Années de Cuevas del Almanzora dans la vie de Jawdar Pasha », Barcelone, Studia Africa, 1991
- « Tombouctou et la musique Arma »  (en collaboration avec Reynaldo y Azucena Manzano), Marrakech, 1992
- « Du nouveau sur la fin du pashalik Arma de Tombouctou ; une lettre de Sheik Sidi Al-Mukhtar Ahmad Lobbo du Macina », Institut des Etudes Africaines, Rabat, 1992
- « El Bajà Yawdar y la conquista saadi del Songhay (1591-1599) », Instituto de Estudios Almeriennes/Ayuntamiento de Cuevas del Almanzora, 1993
- « La Famille Kati », Barcelona, Studia Africa, no 7, 1996
- « Histoire des juifs à Tombouctou : la synagogue, le marché et le cimetière », Tapama, no 1, Bamako, 1996
- « L’Espagne musulmane et l’or de l’Afrique subsaharienne », Tapama no 2, Bamako, 1997
- « Essai sur la littérature andalouse au Soudan d’après le Tar’rikh al-Sûdân d’Abd al-Rahmân al-Sa’dî », Revue d’Anthropologie de Paris, 1999